# Andrea Pellicini
Andrea Pellicini (Varese, 28 gennaio 1970) è un politico italiano, deputato per il collegio uninominale di Varese nella XIX legislatura.

## Biografia
Originario di Luino, è figlio di Piero Pellicini, senatore di Alleanza Nazionale dal 1996 al 2006, e nipote di Giuseppe Pellicini, podestà di San Miniato dal 1934 al 1940. Laureato in giurisprudenza nel 1995 all'Università degli Studi di Milano, esercita la professione di avvocato (come già il padre e il nonno) presso il Foro di Varese. È sposato con Tiziana Sartorio, a sua volta avvocato, e padre di Chiara e Filippo.

## Attività politica
Impegnatosi in politica nelle file di Alleanza Nazionale, alle elezioni comunali 2000 è eletto consigliere comunale di Luino; viene riconfermato nel 2005.
Alle elezioni amministrative del 2002 è eletto consigliere della provincia di Varese ed è nominato assessore al lavoro e alla formazione professionale nella giunta di centrodestra presieduta da Marco Reguzzoni.  
Alle elezioni amministrative del 2007 è rieletto consigliere provinciale nel collegio di Luino nelle liste di Alleanza Nazionale ed è nominato nuovamente assessore, stavolta con deleghe a formazione e istruzione, nella giunta di centrodestra presieduta da Dario Galli; contestualmente si dimette da consigliere comunale. Rimane in carica nella giunta di Villa Recalcati fino al 2010. 
Alle elezioni comunali 2010 è eletto sindaco di Luino con il 49,82% dei voti alla guida della lista civica Nuova Frontiera; viene riconfermato nel 2015 col 44,53% dei suffragi.  
Dopo aver seguito la confluenza di Alleanza Nazionale nel Popolo della Libertà, nell'estate del 2010 inizialmente segue Gianfranco Fini in Futuro e Libertà, ma se ne allontana a fine anno, in polemica con la scelta del partito di togliere l'appoggio al Governo Berlusconi IV. Nel 2013 aderisce a Fratelli d'Italia, di cui a giugno 2018 diviene coordinatore per la provincia di Varese e poi presidente provinciale dal 2023.
Alle elezioni politiche del 2018 è candidato al Senato della Repubblica nelle liste di Fratelli d'Italia per il collegio plurinominale Lombardia - 03. Nella stessa tornata elettorale si presenta, sempre per FdI, anche come candidato al consiglio regionale. In entrambi i casi, pur se con un buon riscontro di preferenze per la parte regionale, non viene eletto.
Nel 2020, non potendo ricandidarsi come primo cittadino di Luino per il limite legale dei due mandati consecutivi, si ripresenta come candidato consigliere comunale, ma (complice una spaccatura nel centrodestra) la lista da lui sostenuta viene sconfitta. Pellicini risulta comunque eletto all'assemblea civica. 
Alle elezioni politiche del 2022 viene candidato alla Camera dei deputati come rappresentante della coalizione di centrodestra (in quota Fratelli d'Italia) nel collegio uninominale Lombardia 2 - 01 (Varese) per la coalizione di centrodestra: viene eletto a larga maggioranza, con il 53,96% (oltre 110.000 voti), superando Matteo Capriolo del centrosinistra (23,63%) e Guido Bonoldi di Azione - Italia Viva (9,69%).